# Bussy-Saint-Georges
Bussy-Saint-Georges és un municipi francès, situat al departament del Sena i Marne i a la regió d'Illa de França. L'any 2007 tenia 20.013 habitants.
Forma part del cantó de Torcy, del districte de Torcy i de la Comunitat d'aglomeració Marne i Gondoire.

## Demografia

### Població
El 2007 la població de fet de Bussy-Saint-Georges era de 20.013 persones. Hi havia 7.224 famílies, de les quals 1.933 eren unipersonals (1.058 homes vivint sols i 875 dones vivint soles), 1.392 parelles sense fills, 3.230 parelles amb fills i 669 famílies monoparentals amb fills.
La població ha evolucionat segons el següent gràfic:
Habitants censats

### Habitatges
El 2007 hi havia 8.273 habitatges, 7.402 eren l'habitatge principal de la família, 52 eren segones residències i 819 estaven desocupats. 3.152 eren cases i 4.975 eren apartaments. Dels 7.402 habitatges principals, 4.558 estaven ocupats pels seus propietaris, 2.745 estaven llogats i ocupats pels llogaters i 99 estaven cedits a títol gratuït; 614 tenien una cambra, 1.403 en tenien dues, 1.673 en tenien tres, 1.204 en tenien quatre i 2.508 en tenien cinc o més. 6.578 habitatges disposaven pel capbaix d'una plaça de pàrquing. A 4.054 habitatges hi havia un automòbil i a 2.315 n'hi havia dos o més.

### Piràmide de població
La piràmide de població per edats i sexe el 2009 era:
| Homes | Edats   | Dones |
| ----- | ------- | ----- |
| 0     | 95 o +  | 4     |
| 0     | 90 a 94 | 0     |
| 4     | 85 a 89 | 0     |
| 16    | 80 a 84 | 12    |
| 16    | 75 a 79 | 20    |
| 28    | 70 a 74 | 80    |
| 44    | 65 a 69 | 56    |
| 36    | 60 a 64 | 32    |
| 84    | 55 a 59 | 108   |
| 212   | 50 a 54 | 156   |
| 324   | 45 a 49 | 332   |
| 548   | 40 a 44 | 400   |
| 440   | 35 a 39 | 504   |
| 540   | 30 a 34 | 608   |
| 417   | 25 a 29 | 536   |
| 229   | 20 a 24 | 280   |
| 317   | 15 a 19 | 296   |
| 364   | 10 a 14 | 361   |
| 496   | 5 a 9   | 464   |
| 416   | 0 a 4   | 392   |

## Economia
El 2007 la població en edat de treballar era de 13.957 persones, 11.343 eren actives i 2.614 eren inactives. De les 11.343 persones actives 10.416 estaven ocupades (5.484 homes i 4.932 dones) i 927 estaven aturades (372 homes i 555 dones). De les 2.614 persones inactives 238 estaven jubilades, 1.597 estaven estudiant i 779 estaven classificades com a «altres inactius».

### Ingressos
El 2009 a Bussy-Saint-Georges hi havia 8.669 unitats fiscals que integraven 23.754,5 persones, la mediana anual d'ingressos fiscals per persona era de 23.890 €.

### Activitats econòmiques
Dels 914 establiments que hi havia el 2007, 5 eren d'empreses alimentàries, 7 d'empreses de fabricació de material elèctric, 24 d'empreses de fabricació d'altres productes industrials, 48 d'empreses de construcció, 177 d'empreses de comerç i reparació d'automòbils, 114 d'empreses de transport, 48 d'empreses d'hostatgeria i restauració, 75 d'empreses d'informació i comunicació, 51 d'empreses financeres, 40 d'empreses immobiliàries, 156 d'empreses de serveis, 119 d'entitats de l'administració pública i 50 d'empreses classificades com a «altres activitats de serveis».
Dels 137 establiments de servei als particulars que hi havia el 2009, 1 era una oficina d'administració d'Hisenda pública, 1 oficina de correu, 13 oficines bancàries, 4 tallers de reparació d'automòbils i de material agrícola, 4 autoescoles, 6 paletes, 6 guixaires pintors, 8 fusteries, 7 lampisteries, 3 electricistes, 2 empreses de construcció, 12 perruqueries, 3 veterinaris, 6 agències de treball temporal, 26 restaurants, 23 agències immobiliàries, 5 tintoreries i 7 salons de bellesa.
Dels 41 establiments comercials que hi havia el 2009, 2 eren supermercats, 1 una botiga de més de 120 m², 8 fleques, 1 una fleca, 1 una carnisseria, 5 llibreries, 5 botigues de roba, 3 botigues d'equipament de la llar, 1 una botiga d'equipament de la llar, 4 botigues d'electrodomèstics, 2 botigues de mobles, 4 botigues de material esportiu, 1 un drogueria i 3 floristeries.

## Equipaments sanitaris i escolars
Els 6 equipaments sanitaris que hi havia el 2009 eren farmàcies.
El 2009 hi havia 8 escoles maternals i 9 escoles elementals. A Bussy-Saint-Georges hi havia 4 col·legis d'educació secundària i 2 liceus d'ensenyament general. Als col·legis d'educació secundària hi havia 1.759 alumnes i als liceus d'ensenyament general 1.744.

## Poblacions més properes
El següent diagrama mostra les poblacions més properes.